# Parsonsia flexilis
Parsonsia flexilis är en oleanderväxtart som beskrevs av Henri Ernest Baillon. Parsonsia flexilis ingår i släktet Parsonsia och familjen oleanderväxter. Inga underarter finns listade i Catalogue of Life.